# بوستون، داوائو شرقی
بوستون، داوائو شرقی (به لاتین: Boston, Davao Oriental) یک منطقهٔ مسکونی در فیلیپین است که در داوائو شرقی واقع شده‌است.

## خصوصیات
بوستون ۳۵۷٫۰۳ کیلومترمربع مساحت دارد.